# 小行星7842
小行星7842（英語：7842 Ishitsuka）是一颗围绕太阳公转的小行星。1994年12月1日，圓舘金、渡邊和郎在北见发现了此天体。
这颗小行星的绝对星等为165.9025552132585等。